# IC 298A
IC 298A — галактика типу SBdm (карликова спіральна витягнута галактика) у сузір'ї Кит.
Цей об'єкт міститься в оригінальній редакції індексного каталогу.